# Канкава, Джаба Георгиевич
Джа́ба Гео́ргиевич Канка́ва (груз. ჯაბა გიორგის ძე კანკავა; род. 18 марта 1986[…], Тбилиси) — грузинский футболист, полузащитник тбилисского «Динамо». Выступал за сборную Грузии.

## Клубная карьера
Воспитанник футбольной школы тбилисского «Динамо». Обратил на себя внимание Канкава в 2004 году. Тогда его родное «Динамо» пробилось в групповой этап Кубка УЕФА, а сам 18-летний парень забил гол в ворота чешской «Славии», который и принёс ту путёвку.
Главный тренер сборной Грузии Ален Жиресс, пригласил полузащитника в стан команды. Канкава дебютировал в сентябре в отборочном матче чемпионата мира против Албании, который грузины выиграли со счётом 2:0.
В феврале 2005 года перешёл в «Аланию». Позже перешёл в киевский «Арсенал». В чемпионате Украины дебютировал 5 марта 2006 года в матче против «Харькова», встреча закончилась со счётом (0:0).
В декабре 2006 года перешёл в днепропетровский «Днепр», став первым новичком в зимнем межсезонье. Дебютировал 3 марта 2007 года в матче против «Ильичёвца» (1:1). Первый гол забил своей бывшей команде киевскому «Арсеналу» (1:3). После удачной игры в Кривом Роге ФК «Днепр» в конце августа 2012 года вернул игрока из аренды в Днепропетровск.

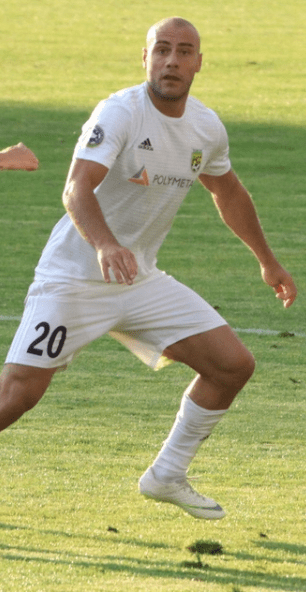
В составе костанайского «Тобола»

30 марта 2014 года в матче чемпионата Украины 2013/14 в рамках игры 23 тура против киевского «Динамо» (2:0), капитан «Динамо» Олег Гусев столкнулся с вратарём «Днепра» Денисом Бойко, после чего упал потеряв сознание и проглотил язык. Канкава сразу же оказал первую помощь и помог восстановить дыхание Гусеву. По словам доктора днепропетровской больницы Григория Пилипенко действия Канкавы спасли жизнь Гусеву. За этот поступок многие называли его героем. 13 апреля перед началом матча с запорожским «Металлургом» Канкаве был вручён Знак Почёта Государственной службы Украины по чрезвычайным ситуациям из рук Виктора Бутковского.
В августе 2015 года после 8 лет в составе команды Канкава ушёл из «Днепра» и подписал четырёхлетний (по схеме 3+1) контракт с клубом «Реймс» из чемпионата Франции. Но «Реймс» по итогам сезона 2015/2016 занял 18 место и выбыл в Лигу 2. В сезоне 2016/17 в Лиге 2 клуб занял лишь 7 место. У Канкавы появились психологические проблемы, он пропускал игры и в итоге решил расторгнуть контракт. Полгода сидел без работы, пока его земляк Ника Квеквескири не предложил его кандидатуру клубу, в котором сам играл.
В ноябре 2017 года Джаба подписал контракт по схеме 1+1 с казахстанским клубом «Тобол» (Костанай). Составил в команде связку в центре поля с тем же Никой, сыграл 27 игр, забил три гола и выиграл с клубом бронзовые медали чемпионата Казахстана. И клуб подписал с ним новый контракт на два года. Для костанайского «Тобола» Канкава стал незаменимым на поле, его игру отмечали многие спортивные издания страны. В сезона 2020 он внес ощутимый вклад в завоевание серебряных медалей и попал в символическую сборную чемпионата.
В декабре 2024 года футболист подписал контракт с тбилисским «Динамо». Контракт между сторонами был подписан сроком на один год. 

## Карьера в сборной
Джаба Канкава — капитан сборной Грузии. Грузины в отборочном турнире к чемпионату мира 2018 года в своей группе заняли предпоследнее 5 место и не выиграли ни одной из 10 игр. Канкава сыграл лишь в половине игр.
Но в новом Кубке Наций осенью 2018 года сборная Грузии в Лиге D (Группа 1) досрочно выиграла свою группу с 4 сухими победами подряд над Латвией, Казахстаном и Андоррой и вышла в Лигу С. Канкава выступил во всех четырёх матчах и забил два гола Андорре и Латвии.

## Стиль игры
Украинский журналист Виктор Хохлюк дал Канкаве такую характеристику: «Атлетически сложённый, волевой и техничный полузащитник. Надёжен в оборонительных действиях. Хорошо видит поле и умело взаимодействует с партнёрами. Обладает точным пасом и поставленным ударом». Но есть и другие мнения[какие?] о стиле игры Канкавы.

## Достижения

### Клубные
«Динамо» (Тбилиси)
- Чемпион Грузии: 2004/05
- Бронзовый призёр чемпионата Грузии: 2003/2004
- Обладатель Кубка Грузии: 2003/04

«Днепр» (Днепропетровск)
- Серебряный призёр чемпионата Украины: 2013/14
- Бронзовый призёр чемпионата Украины: 2014/15
- Финалист Лиги Европы: 2014/15

«Тобол»
- Серебряный призёр чемпионата Казахстана: 2020
- Бронзовый призёр чемпионата Казахстана: 2018

### Личные
- Футболист года в Грузии (2): 2015, 2019[25].